# 3e cérémonie des Tony Awards
La 3e cérémonie des Tony Awards, présentée par l'American Theatre Wing, a eu lieu le 24 avril 1949 à l'hôtel Waldorf-Astoria, à New York. 

## Cérémonie
Les maîtres de cérémonie étaient Brock Pemberton et James Sauter. L'événement a été diffusé à la radio par WOR (AM) et Mutual Network. Les interprètes étaient Yvonne Adair, Anne Renee Anderson, Carol Channing, Alfred Drake, Bill Eythe, Nanette Fabray, Jane Froman, Lisa Kirk, Mary McCarty, Lucy Monroe, Gene Nelson, Lanny Ross, Lee Stacy, Lawrence Tibbett, Betty Jane Watson et Paul Winchell. 
Le médaillon en argent Tony, conçu par Herman Rosse, a été décerné pour la première fois. Le visage du médaillon représentait une adaptation des masques de comédie et de tragédie et le verso avait un profil en relief d'Antoinette Perry.
L'American Theatre Wing "a souligné qu'elle évitait les" premières "ou les" meilleures "et présente les prix pour une" contribution notable à la saison en cours ". Tout ce qui anime le théâtre peut gagner un" Tony". South Pacific, qui avait remporté le prix Critics' Circle Award, n'était pas éligible à ces Tony Awards, qui se limitaient aux productions ouvertes jusqu'au 1er mars 1949.

### Production
| Récompense            | Gagnant(e)                                                                         |
| --------------------- | ---------------------------------------------------------------------------------- |
| Best Play             | Death of a Salesman d'Arthur Miller                                                |
| Best Musical          | Kiss Me, Kate Musique et paroles de Cole Porter, livret de Bella et Samuel Spewack |
| Best Author (Play)    | Arthur Miller, Death of a Salesman                                                 |
| Best Author (Musical) | Bella Spewack et Samuel Spewack, Kiss Me, Kate                                     |
| Producers (Dramatic)  | Kermit Bloomgarden et Walter Fried, Death of a Salesman                            |
| Producers (Musical)   | Saint Subber et Lemuel Ayers, Kiss Me, Kate                                        |

### Performance
| Récompense                                 | Gagnant(e)                              |
| ------------------------------------------ | --------------------------------------- |
| Actor in Play                              | Rex Harrison, Anne of the Thousand Days |
| Actress in a Play                          | Martita Hunt, The Madwoman of Chaillot  |
| Actor in a Musical                         | Ray Bolger, Where's Charley?            |
| Actress in a Musical                       | Nanette Fabray, Love Life               |
| Actor, Supporting or Featured (Dramatic)   | Arthur Kennedy, Death of a Salesman     |
| Actress, Supporting or Featured (Dramatic) | Shirley Booth, Goodbye, My Fancy        |

### Artisans
| Récompense                     | Gagnant(e) |
| ------------------------------ | --- |
| Best Director                  | Elia Kazan, Death of a Salesman                                                                                   |
| Composer and Lyricist          | Cole Porter, Kiss Me, Kate                                                                                        |
| Choreographer                  | Gower Champion, Lend an Ear                                                                                       |
| Tony Award for Libretto        | Oscar Hammerstein II et Joshua Logan, South Pacific                                                               |
| Scenic Designer                | Jo Mielziner, Sleepy Hollow / Summer and Smoke / Anne of the Thousand Days / Death of a Salesman / South Pacific' |
| Costume Designer               | Lemuel Ayers, Kiss Me, Kate                                                                                       |
| Conductor and Musical Director | Max Meth, As the Girls Go                                                                                         |